# Foster Bar
Foster Bar är en strand i Kanada.   Den ligger i provinsen British Columbia, i den södra delen av landet, 3 400 km väster om huvudstaden Ottawa.
I omgivningarna runt Foster Bar växer i huvudsak barrskog. Trakten runt Foster Bar är nära nog obefolkad, med mindre än två invånare per kvadratkilometer.